# Abudefduf sordidus
Abudefduf sordidus és una espècie de peix de la família dels pomacèntrids i de l'ordre dels perciformes.

## Morfologia
Els mascles poden assolir els 23 cm de longitud total.

## Distribució geogràfica
Es troba des del Mar Roig i l'Àfrica oriental fins a les Hawaii, Pitcairn, Japó i Austràlia.